# Rathaus (Hawick)

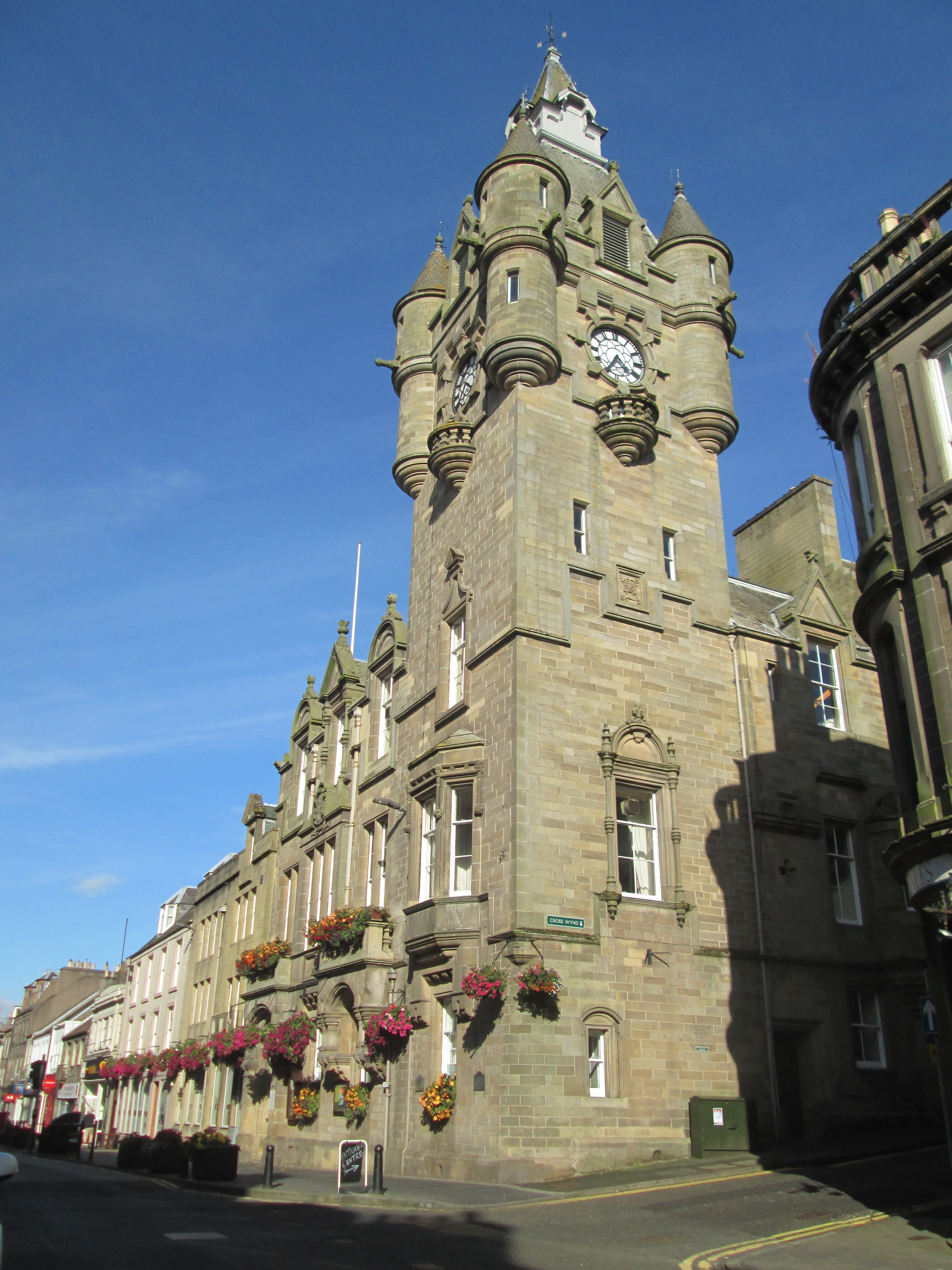
Rathaus von Hawick

Das Rathaus von Hawick, englisch Hawick Town Hall, befindet sich in der schottischen Kleinstadt Hawick in der Council Area Scottish Borders. 1971 wurde das Bauwerk in die schottischen Denkmallisten zunächst in der Kategorie B aufgenommen. Die Hochstufung in die höchste Denkmalkategorie A erfolgte 2008.

## Geschichte
Im Jahre 1893 wurde der Abbruch des alten Rathauses von Hawick beschlossen. Die öffentliche Ausschreibung gewann der in Edinburgh ansässige Architekt James Campbell Walker, der zuvor bereits das Rathaus der Stadt Dunfermline entworfen hatte. Die von 1884 bis 1886 andauernden Bauarbeiten am Standort des alten Rathauses führten John & William Marshall aus. Die Gesamtkosten beliefen sich auf rund 16.000 £. Ursprüngliche beherbergte das Gebäude auch die örtliche Polizeistation, weshalb auch ein Zellengang vorzufinden ist. Anbauten an der Rückseite stammen aus den 1950er und 1960er Jahren.

## Beschreibung
Das Rathaus liegt an prominenter Position an der Einmündung der Cross Wynd in die High Street im Zentrum von Hawick. Stilistisch erinnert das im Scottish-Baronial-Stil gestaltete Rathaus an die Arbeiten von Walkers Lehrmeister David Bryce und zeigt Parallelen zur Gestaltung des Rathauses von Dunfermline. Markant ist der vierstöckige Eckturm, der eine Landmarke über den Dächern der Stadt darstellt. Er schließt mit einem Pyramidendach mit Wetterfahne. An den Kanten kragen Ecktourellen mit Kegeldächern aus. Darunter sind allseitig Turmuhren eingelassen. Die unregelmäßigen Fassaden entlang beider Straßen sind grob vier beziehungsweise acht Achsen weit. Dreiecks- oder rundbogige Giebel bekrönen die verschiedenen Lukarnen. Sämtliche Dächer des Sandsteinbaus sind mit grauem Schiefer eingedeckt.